# Чернятин (Жмеринский район)
Чернятин (укр. Чернятин) — село на Украине, находится в Жмеринском районе Винницкой области.
Код КОАТУУ — 0521087503. Население по переписи 2001 года составляет 1677 человек. Почтовый индекс — 23124. Телефонный код — 4332.
Занимает площадь 1,8 км².
В селе действует храм Первомученика Архидиакона Стефана Жмеринского благочиния Винницкой епархии Украинской православной церкви.

## Адрес местного совета
23124, Винницкая область, Жмеринский район, с. Чернятин, ул. Первомайская, 29; тел. 3-24-31.

## Достопримечательности
- Дворец Витославских — Львовых[укр.] (XVII ст.)